# Baía de Bantry

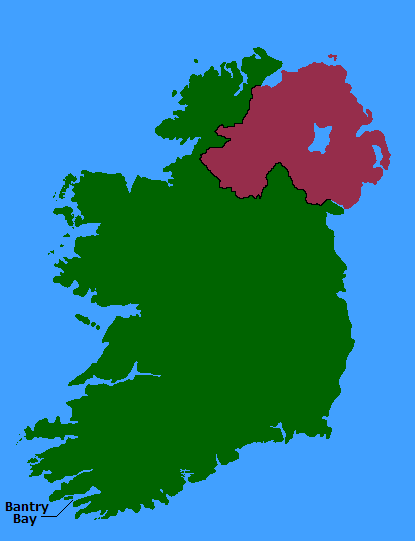
Localização no sudoeste da Irlanda

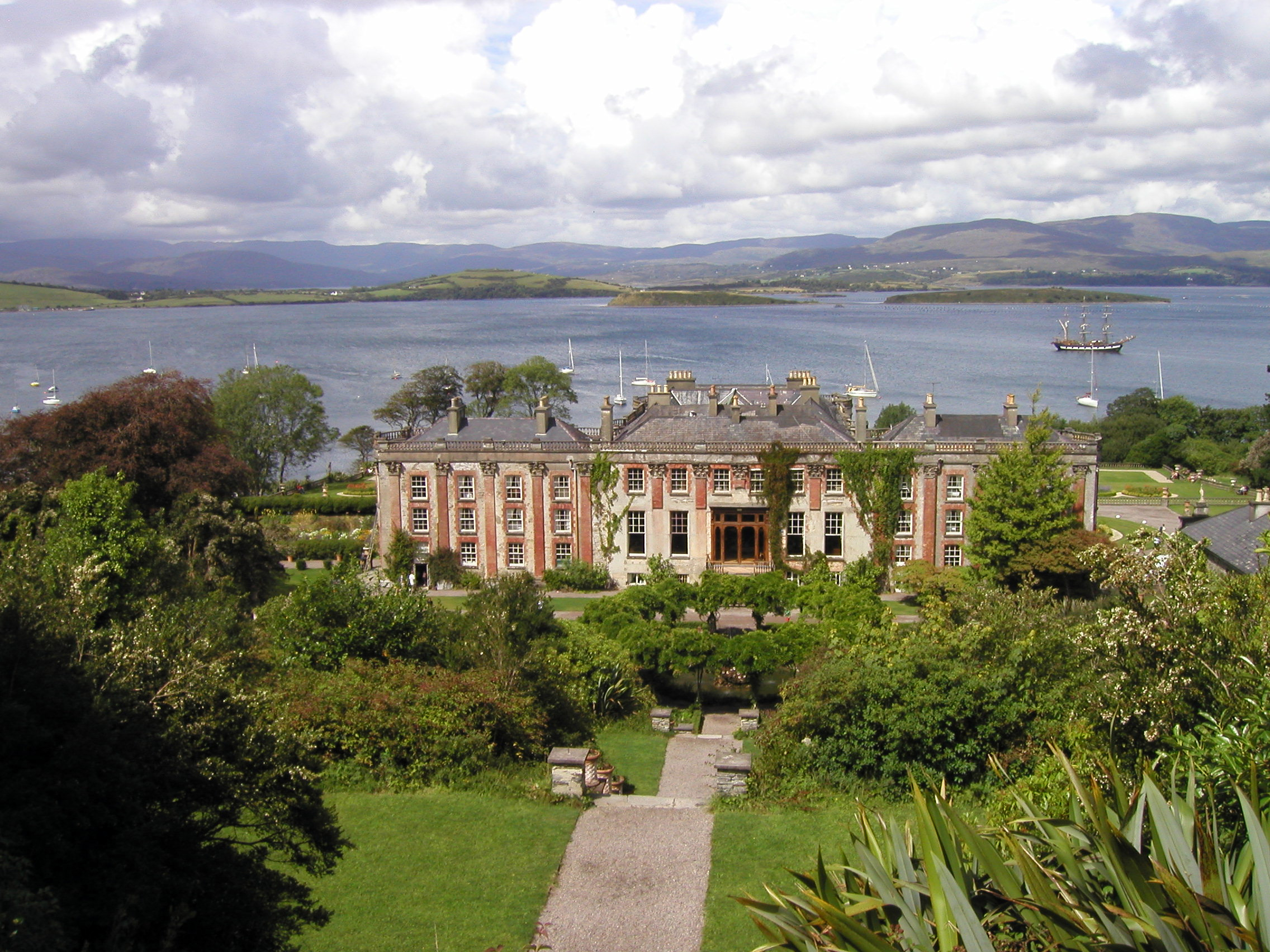
A Bantry House e a baía de Bantry ao fundo

A baía de Bantry (em irlandês:  Cuan Baoi / Inbhear na mBárc / Bádh Bheanntraighe, em inglês:  Bantry Bay) é uma baía no sudoeste da República da Irlanda, no condado de Cork. Estende-se por cerca de 35 km segundo um eixo nordeste-sudoeste. A sua largura varia entre os 10 km à entrada e 3 a 4 km no fundo.
A cidade de Bantry, ao fundo da baía, está associada à Rebelião Irlandesa de 1798.

## Geografia
A baía de Bantry constitui um porto natural vasto e fundo. É das baías do sudoeste irlandês das que mais entra em terra. A norte, a península de Beara separa a baía de Bantry da baía de Kenmare. A sudeste, a península de Sheep's Head separa-a da baía de Dunmanus. As principais ilhas da baía são a ilha Bere e a ilha Whiddy. Bere fica perto da entrada da baía, do lado norte, frente a Curryglass e Castletown Bearhaven. A cidade de Rerrin é a maior dessa ilha. A vila de Ballynakilla também fina na mesma ilha. A ilha Whiddy fica já no fundo da baía, perto da margem sul, e tem o principal terminal petrolífero da Irlanda.